# Ieda Santos Delgado
Ieda Santos Delgado (Rio de Janeiro, 9 de julho de 1945 – São Paulo, 11 de abril de 1974), filha de Eunice Delgado e Arthur Odorico Delgado, foi uma estudante de Direito da Universidade de Brasília (UNB) e militante da Ação Libertadora Nacional (ALN). Aos 28 anos, Ieda desapareceu e seu nome entrou para a lista dos desaparecidos políticos da ditadura militar brasileira. Seu caso é um dos investigados pela Comissão Nacional da Verdade (CNV), um colegiado organizado pelo governo brasileiro para apurar mortes e desaparecimentos ocorridos durante o regime militar.
Ieda Santos Delgado é considerada uma desaparecida política. Isso porque os seus restos mortais não foram encontrados e nem entregues para os familiares. Com isso, Ieda não conseguiu ser sepultada até os dias de hoje.

## Biografia
Carioca e afro-descendente, Ieda era filha de Odorico Arthur Delgado e Eunice Santos Delgado. Advogada por formação, trabalhou como funcionária do Ministério de Minas e Energia, durante cerca de quatro anos, e do Suplemento Literário do jornal Tribuna da Imprensa. Embora fosse militante da ALN (Ação Libertadora Nacional), conseguiu manter um estilo de vida em completa legalidade, até ser presa em São Paulo, em 11 de abril de 1974, o dia em que desapareceu. Seu nome consta na lista de mortos e desaparecidos políticos na ditadura militar brasileira anexa à Lei nº 9.140/95.
Sua atuação política teve início entre 1967 e 1968, em Brasília, quando estudava Direito na UnB e participava discretamente das mobilizações estudantis que marcaram o período. Formou-se advogada em 1969 e falava francês, italiano, inglês e espanhol. Como funcionária do Ministério de Minas e Energia, fez curso de especialização na PUC do Rio de Janeiro, de setembro de 1971 a março de 1972. No mesmo ano, fez também outros cursos na Universidade Cândido Mendes.
Tinha trabalhado como assistente da assessoria jurídica do Ministério da Educação e Cultura, no Plano Nacional de Educação, de 1967 a 1970. Foi estagiária e, depois, assistente jurídica do Departamento Nacional de Produção Mineral do Ministério de Minas e Energia e, em 1973, foi secretária jurídica do Centro de Pesquisas Experimentais. Ao ser presa, aguardava sua transferência para Brasília. Durante algum tempo, trabalhou também no suplemento literário do jornal Tribuna da Imprensa.

## Desaparecimento
Ieda viajou para São Paulo durante os feriados da Semana Santa de 1974, no dia 11 de abril, data oficial de sua morte, para buscar passaportes para um casal de militantes da ALN que precisava deixar o país. Não retornou ao Rio de Janeiro. Através de um telefonema anônimo, sua família soube que ela havia sido presa em São Paulo. Como resultado de seu trabalho na organização, seu desaparecimento foi atribuído à ação do DOPS. Depois de dois anos de buscas incansáveis, seu caso foi levado à Comissão Interamericana de Direitos Humanos em 15 de abril de 1976.
Sua mãe, Eunice, imediatamente viajou para o estado e iniciou uma busca desesperada, com o objetivo de descobrir o paradeiro da filha. Chegou a obter a informação, através de um general que era seu amigo. Segundo ele, Ieda estivera presa em Campinas, tendo sido hospitalizada em função das torturas, e também em Piquete onde permanecera por pouco tempo. Tais informações, oficiosas, nunca foram confirmadas.
De acordo com o dossiê da Comissão de Mortos e Desaparecidos, a família conseguiu contatar João Batista Figueiredo, o então chefe do Serviço Nacional de Informações, que teria afirmado que Ieda era perigosa e deveria estar foragida. Ainda segundo o dossiê, um advogado não nomeado afirmou que Ieda foi assassinada por ter visto um companheiro morrer sob tortura.
Os diversos habeas-corpus acionados foram negados. Um mês depois da prisão da filha, Eunice passou a receber cartas de Ieda, o que a deixou ainda mais aflita. Inicialmente, em cinco linhas, em carta postada em Belo Horizonte, Ieda pedia para que a família não se preocupasse, e afirmava que ela estava bem. Um mês depois, outra carta, nos mesmos termos, postada do Uruguai chegou às mãos da mãe. Nessa última, diferentemente da primeira, sua letra estava muito tremida. Desconfiada, Eunice fez exames grafológicos e, por fim, constatou que a letra era, de fato, de Ieda.
A Comissão Nacional da Verdade recorreu à Secretaria de Direitos Humanos da presidência do Uruguai, em busca de informações sobre o desaparecimento e morte de Ieda Santos Delgado. Em 22 de fevereiro de 2013, o Ministério do Interior (Uruguai) afirmou que não foram encontrados quaisquer registros sobre a desaparecida. Eunice buscou informações pela filha em onze diferentes lugares e estados brasileiros, escreveu ainda cartas endereçadas a Ernesto Geisel; ao antigo Ministro da Justiça, Armando Falcão; à Congregação dos Bispos do Brasil e aos Arcebispos de São Paulo e do Rio de Janeiro. No Superior Tribunal Militar, a procura pela resolução do caso também não foi bem sucedida. Os pedidos de busca por Ieda foram negados e, junto à isso, a família escutou diversas respostas, indicando que a desaparecida não teria estado nos locais.
Em 23 de julho de 2014, o ex-delegado Cláudio Guerra declarou, em um depoimento à Comissão Nacional da Verdade (CNV), que Ieda teria sido morta pelo delegado Sérgio Paranhos Fleury e que o mesmo havia confirmado a autoria do assassinato. O delegado Josmar Bueno também confirmou a veracidade dessa informação.

## Homenagens
Ieda Santos Delgado foi homenageada, tanto em São Paulo, quanto no Rio de Janeiro, com a denominação de ruas em bairros da periferia; no bairro do Jardim Toca, na capital paulista, e outra localizada no bairro carioca de Paciência.
Em 2012, dois ex-estudantes da UNB, onde a militante estudou - Aldir Nunes e Betty Almeida, jornalista e integrante do Comitê da Verdade do Distrito Federal, respectivamente - realizaram o ato Tortura Não Tem Perdão a fim de prestar homenagem aos três alunos da universidade que desapareceram durante o período da ditadura militar.
"A Ieda foi uma pessoa pacata e muito humana. Sua participação política se deu basicamente no sentido de apoio. Nunca esteve na luta armada nem nada do gênero", declarou Álvaro Lins, que conhecera Ieda, na ocasião.